# Vorstoß des Mamontow-Korps
Als Vorstoß des Mamontow-Korps wird in der Geschichte des Russischen Bürgerkriegs die Offensive eines Korps der Weißen Armee unter der Führung des Generalleutnants Konstantin Konstantinowitsch Mamontow bezeichnet, die vom 10. August 1919 bis zum 19. September 1919 dauerte.

## Der Vorstoß

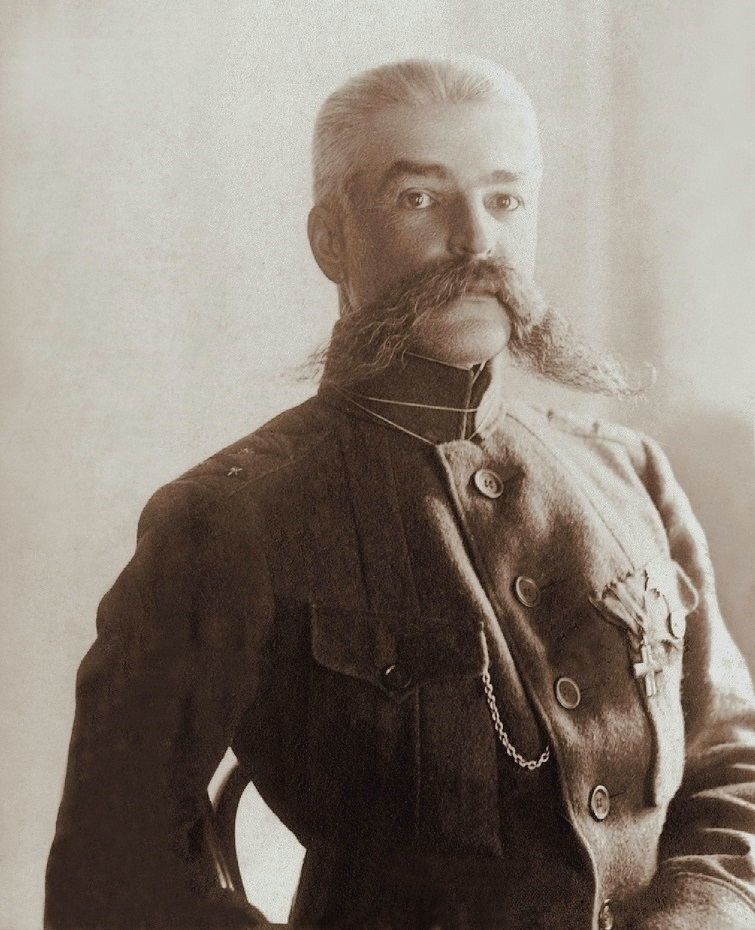
General K.K. Mamontow

Während des Angriffs der Weißen Armee im Sommer 1919, dessen erklärtes Ziel die Eroberung Moskaus war, betraute der Befehlshaber der Donarmee, General Mamontow mit einer Mission, die die Nachschublinien der Roten Armee stören, ihren Gegenangriff vereiteln und ihre Moral untergraben sollte. Am Morgen des 10. August durchbrach das 4. Don-Kavalleriekorps (6.000 Infanteristen, 3.000 Berittene, 12 Geschütze, 7 Panzerzüge und 3 gepanzerte Automobile) die Verteidigungslinie sowjetischer Truppen an der Naht zwischen der roten 8. (Oberst A. I. Rataiski) und 9. Armee (General A. K. Stepin) im Raum Nowochopjorsk und marschierte (mit großer Geschwindigkeit) ins gegnerische Hinterland vor. Die rote 40. Schützen-Division wurde besiegt und deren Reste in die Flucht geschlagen. Um den Gegner aufzuhalten, wurde die 56. Schützen-Division (Kommandeur M. W. Sluvis) aus der Reserve der Separaten Stoßgruppe Shorin von Kirsanow abgeschickt, deren Avantgarde am Oberlauf des Flusses Zna ebenfalls besiegt wurde. Bereits am 18. August nahmen die Kosaken die Stadt Tambow ein. Sie zerstörten Eisenbahnbrücken und Verkehrsknotenpunkte, raubten Lager der Roten Armee und führten Racheakte gegen Bolschewiken und deren tatsächliche oder vermeintliche Anhänger und Sympathisanten aus.

## Gegenmaßnahmen
Der Vorstoß des Mamontow-Korps versetzte die sowjetischen Führer in Angst. Diese Angst führte am 25. August zur Gründung eines Sondereinsatzkommandos unter der Führung von Michail Michailowitsch Laschewitsch, das aus 10.500 Soldaten, 1.500 Berittenen, mehreren Panzerzügen und einer Fliegerstaffel bestand. In den Gebieten von Tambow, Pensa, Tula, Orjol und Woronesch wurden der Ausnahmezustand erklärt und Revolutionäre Militärkomitees gebildet, deren Aufgabe es war, „subversive Elemente“ zu entlarven und Gegenrevolutionen zu unterdrücken. Dem Kommando von Laschewitsch wurden außerdem die Freiwilligenabteilungen, bestehend aus Kommunisten und sowjetischen Beamten, und die Truppen zur Besonderen Verwendung unterstellt, insgesamt fast 11.000 Mann. Außerdem bildete man provisorische Militärabteilungen aus einsatzfähigen Rotarmisten, welche folgende Abteilungen umfasste: 
- Erste Abteilung: (Kommandeur Jan Fabrizius), bestehend aus 900 Berittene, 2.700 Infanteristen, 36 Maschinengewehren und 4 Kanonen
- Zweite Abteilung: (Kommandeur Spiltschenko), bestehend aus Truppen des Orjol-Militärgebietes mit 4.100 Infanteristen, 500 Berittene, 48 Maschinengewehre und 2 Kanonen
- Dritte Abteilung: (Kommandeur Skudre), bestehend aus Streitkräften der Rjasan-Reserve mit 2.500 Infanteristen, 100 Berittene und 25 Maschinengewehre

Diese Maßnahmen führten zur Einkesselung weißer Truppen und zur Einschüchterung möglicher Sympathisanten unter der Bevölkerung. Hinzu kam, dass Mamontows Kosaken, schwer beladen mit geraubtem und geplündertem Gut, stark an Mobilität eingebüßt hatten. Als Folge ihres Raubzuges breiteten sich Disziplinlosigkeit und der Wunsch, nach Hause zurückzukehren, schnell aus; Desertionen nahmen sprunghaft zu. Mamontow war gezwungen, den Vorstoß Richtung Tula abzubrechen und nach Süden zu schwenken. Am  31. August besetzten die Weißgardisten nach einem heftigen Kampf die Stadt Jelez, am 11. September die Stadt Woronesch. Einen Tag später drängten die Bolschewiken die Kosaken wieder aus der Stadt, wobei angeblich von 9.000 weißen Soldaten nur 2.000 entkamen. Am 18. und 19. September vereinten sich die stark in Mitleidenschaft gezogenen Kosaken mit den frischen Truppen des Generals Schkuro, die ihnen zu Hilfe eilten, und setzten sich in Richtung der Hauptarmee der Weißen in Marsch.

## Folgen des Vorstoßes
Der Vorstoß des Mamontow-Korps dauerte 40 Tage und führte zu großen wirtschaftlichen Schäden in den von den Bolschewiken kontrollierten Gebieten Zentralrusslands. Er band eine nicht unerhebliche Zahl roter Soldaten von der Front auf sich und versetzte die sowjetische Kommandozentrale in Angst. Allerdings konnte die Verhinderung des roten Gegenangriffs und damit das eigentliche Ziel des Vorstoßes nicht erreicht werden, weil er nicht so lange wie geplant aufrechterhalten werden konnte. Als eine direkte Folge dieses Ereignisses setzten die sowjetischen Führer verstärkt auf die Bildung eigener Kavallerieeinheiten, weil es nur so möglich war, starke Kosakentruppen der Weißen im Zaum zu halten und ihren überfallartigen Manövern die Spitze zu nehmen.